# Benjamin Banneker
Benjamin Banneker, afriško-ameriški astronom, matematik, geodet, urar, izumitelj, pisatelj, založnik in kmet, * 9. november 1731, Ellicott's Mills, Baltimorsko okrožje, Maryland, ZDA, † 9. oktober 1806, Baltimore.